# Jens Köppen
Jens Köppen   (Kyritz, 6 de gener de 1966) és un remer alemany, ja retirat, que va competir primer sota bandera de la República Democràtica Alemanya primer i després sota la de l'Alemanya unificada, durant les dècades de 1980 i 1990. Es casà amb la també remera Kathrin Boron.
El 1988 va prendre part en els Jocs Olímpics d'Estiu de Seül, on va guanyar la medalla de bronze en la competició del quàdruple scull del programa de rem. Formà equip amb Steffen Zühlke, Steffen Bogs i Heiko Habermann. Quatre anys més tard, als Jocs de Barcelona, fou vuitè en la prova del doble scull.
En el seu palmarès també destaca una medalla de plata al Campionat del Món de rem de 1985, així com el campionat alemany del quàdruple scull entre 1985 i 1989.